# 福島市飯野UFO交流館
福島市飯野UFO交流館（日语：／）是一個展出UFO相關文獻的展示館，1992年建館。位於日本福島市「UFO的里」之內，千貫森山腰上。
館內藏有約三千件與UFO相關的資料，其中包括日本飛碟研究會創立者荒井欣一生前的藏書。

## 外部連結
- 官方网站
- 福島市飯野UFO交流館的X（前Twitter）
- 福島市飯野UFO交流館的Facebook專頁